# 羅德奧 (新墨西哥州)
羅德奧（英語：Rodeo）是位於美國新墨西哥州伊達爾戈縣的普查規定居民點。

## 人口
根據2020年美國人口普查的數據，羅德奧的面積為21.22平方千米，皆為陸地。當地共有人口108人，而人口密度為每平方千米5.09人。